# 状元井 (仪征)
仪征状元井，位于中国江苏省仪征市真州镇真州镇商会街7-1号东侧，为仪征市市级文物保护单位，历史年代为北宋，井深约10米。